# Konferencja w Spa

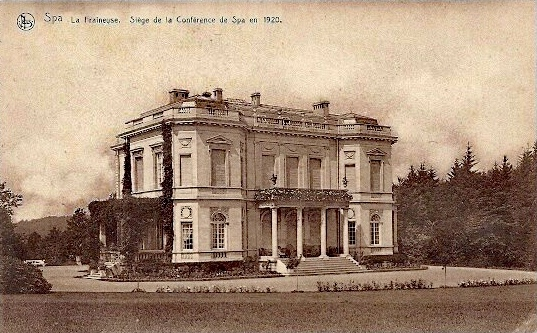
Villa La Fraineuse

Konferencja w Spa (5 lipca 1920 – 16 lipca 1920) – spotkanie przedstawicieli państw Ententy oraz m.in. Polski, Czechosłowacji i Niemiec odbywające się latem 1920 r. w Villa La Fraineuse w belgijskim mieście Spa. Konferencja dotyczyła niemieckich opóźnień w wykonywaniu postanowień traktatu wersalskiego (zwłoka w rozbrojeniu i spłatach reparacji wojennych). Ententę reprezentowali: David Lloyd George, lord George Curzon (Wielka Brytania), Alexandre Millerand (Francja), Léon Delacroix, Paul Hymans (Belgia), Carlo Sforza (Włochy) i Chinda Sutemi (Japonia). Przedstawicielami Republiki Weimarskiej na rozmowy byli minister finansów Joseph Wirth, minister Reichswehry Otto Geßler i jego zastępca Hans von Seeckt.
Na spotkaniu podjęto decyzje:
- ustalono, że dzień 1 stycznia 1921 będzie dniem ostatecznym na rozbrojenie wojsk niemieckich
- określono wysokość miesięcznych dostaw węgla z Niemiec, jako reparacje wojenne na rzecz państw Ententy

Podczas niekorzystnie dla Polski przebiegającej wojny polsko-bolszewickiej na konferencję przybył polski premier Władysław Grabski, który prosił o pośrednictwo państw zachodnich w rokowaniach z bolszewikami, przed którymi cofała się armia polska. Przedstawiciele Ententy wyrazili zgodę na udział w negocjacjach w zamian za znaczne ustępstwa strony polskiej. 10 lipca premier Grabski zgodził się na zainicjowanie rozejmu z bolszewikami i wycofanie polskich wojsk na linię Curzona (określoną przez Radę Najwyższą Ententy 8 grudnia 1919), w Galicji wschodniej obie armie miały stanąć na linii, którą osiągną w dniu rozejmu, następnie każda miała wycofać się o 10 km w celu utworzenia strefy neutralnej) oraz oddanie Wilna Litwie w zamian za pośrednictwo w rozmowach pokojowych. Dodatkowo polski premier przystał na niekorzystne decyzje w sprawie podziału Śląska Cieszyńskiego, Orawy, Spisza (planowany plebiscyt zastąpiono rozpatrzeniem sprawy przez Radę Ambasadorów) i kontroli nad Gdańskiem (konwencję polsko-gdańską zawarto w Paryżu 9 listopada 1920).
Rząd polski zgodził się także przyjąć przyszłą decyzję Rady Najwyższej Ententy w sprawie granic litewskich, przyszłości Galicji wschodniej, sprawy Cieszyńskiej i przyszłego traktatu gdańsko-polskiego, co świadczyło o tym, że akceptacje warunków narzuconych Polsce w Spa należało traktować tymczasowo i ostateczne decyzje Rady Ambasadorów miały zapaść dopiero w przyszłości.
Zgoda na te ustępstwa dawała Grabskiemu obietnice skierowania do Warszawy misji wojskowo-dyplomatycznej Ententy i dostawy amunicji z Zachodu, jeśli Rosja Sowiecka nie zgodzi się na rozejm. 11 lipca 1920 r. rząd brytyjski wystąpił do rządu radzieckiego z propozycją zawarcia pokoju na podstawie postanowień ze Spa. W odpowiedzi Gieorgij Cziczerin - ludowy komisarz spraw zagranicznych RFSRR, odrzucił pośrednictwo państw trzecich w rokowaniach z Polską. Wobec tego Grabski oświadczył przedstawicielom Ententy, że rząd polski uznaje swe zobowiązania ze Spa za nieobowiązujące, ponieważ Anglia i Francja nie doprowadziły do rozejmu. Tymczasem propaganda komunistyczna inspirowała strajki niemieckich i angielskich robotników, które utrudniały dostawy sprzętu wojskowego do Polski. 22 lipca 1920 r. min. Patek skierował do Moskwy propozycję rozmów pokojowych w Baranowiczach, rozpoczętych 1 sierpnia. Rokowania zakończyły się fiaskiem. Następne rokowania między rządem polskim a rządem radzieckim odbyły się w Mińsku.
Józef Piłsudski był od początku przeciwny misji polskiego premiera, ponieważ w decyzjach aliantów nie widział żadnych zadowalających rozwiązań dla Polski. Klęska Władysława Grabskiego w Spa stała się przyczyną dymisji jego rządu (24 lipca 1920) i powołania rządu obrony narodowej pod kierownictwem Wincentego Witosa.